# Şanlıurfa
Pour la province, voir Şanlıurfa (province).
Pour les articles homonymes, voir Édesse.
Şanlıurfa (souvent appelée simplement Urfa) est une ville du sud-est de la Turquie. Elle fut d'abord nommée Urhai (en arménien, ou Orhai, en araméen), Rohais, Édesse (ou Édessa), puis Urfa et aujourd'hui Şanlıurfa ou Riha en kurde. Le nom antique d'Édesse est Osroé, qui provient peut-être du nom du satrape Osroès qui gouverna la région. Selon la légende, Adam et Ève séjournèrent dans la cité, qui serait la ville natale d'Abraham et qui abriterait la tombe de sa femme Sarah. D'autres textes désignent la ville comme celle de Rûh, l'une des villes construites après le Déluge.

## Préhistoire

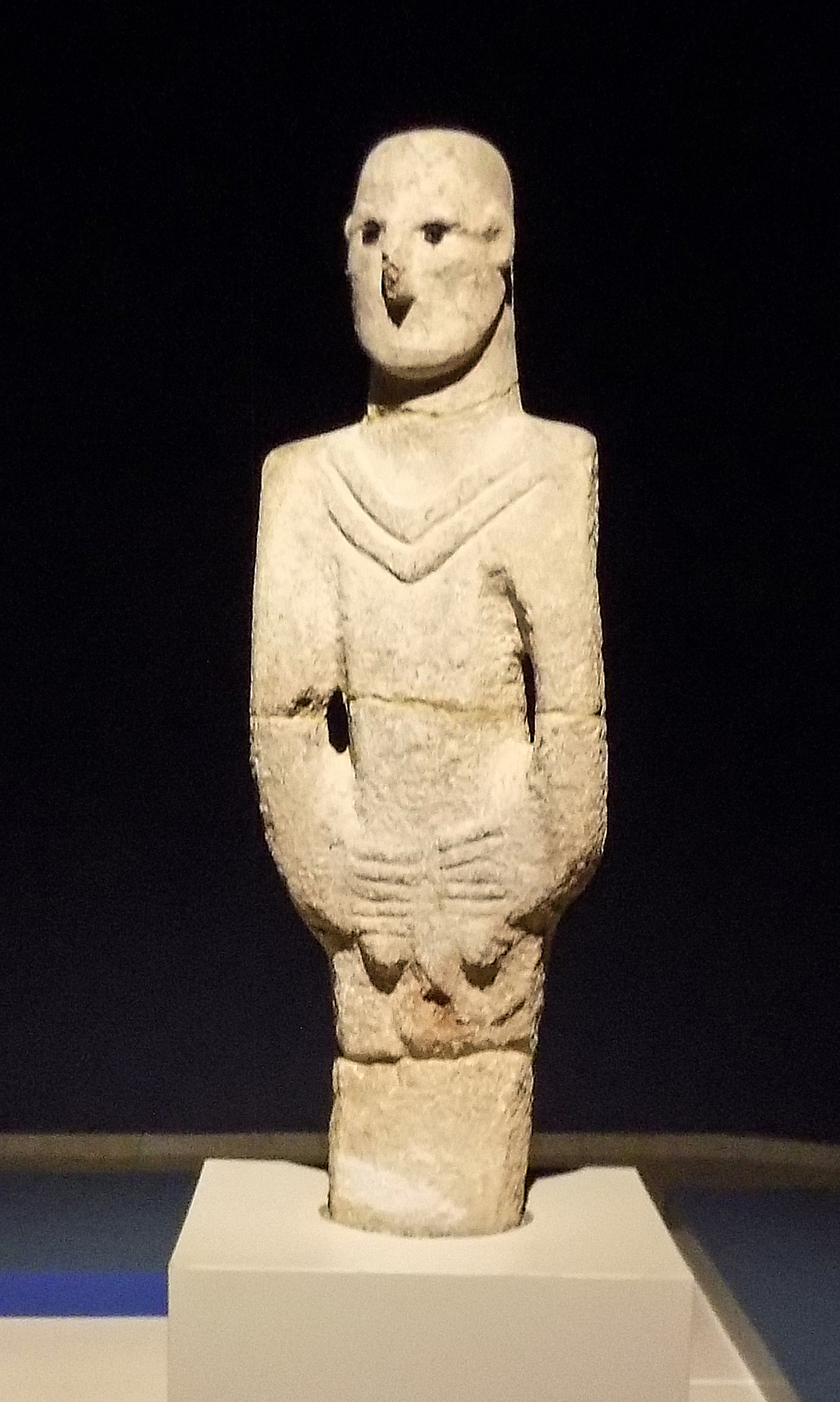
Homme d'Urfa

- Homme d'Urfa
- Néolithique précéramique A

## Histoire

### Antiquité
Édesse fut la capitale d'un important État dès le IIe millénaire av. J.-C., le Hourri. Vers -1200, après la chute de l'Empire hittite, la ville fut rattachée à la principauté néo-hittite de Karkemish. Au VIIe siècle av. J.-C., elle subit l'invasion assyrienne d'Assurbanipal (-669/-626), mais aujourd'hui rien ne permet de l'identifier avec une des nombreuses cités conquises par l'empereur d'Assyrie.

#### Périodes hellénistique et romaine
Plus tard, lors de la victoire d'Alexandre le Grand (-336/-323) sur les Perses achéménides et de sa libération, Urhai est occupée par une population araméenne. En -303, les Macédoniens reconstruisent la ville et la rebaptisent Édesse, en souvenir d'une cité de leur pays (selon l'historien et le géographe grec Appien et Étienne de Byzance). La ville devient alors la capitale de la province d'Osroène et est peuplée, ainsi que plusieurs autres villes, de vétérans de l'armée.
Vers -132 (ou -136), un chef de tribu, Aryu (ou Ariou, -132/-127 ou -136/-127), s'affranchit des Séleucides qui gouvernent la ville et fonde un royaume (ou principauté) indépendant avec Édesse pour capitale. À part quelques souverains d'origine arménienne ou parthe, la plupart sont alors nabatéens. Ce royaume, quelquefois appelé principauté des Abgar (11 souverains porteront ce nom), parvient à conserver son autonomie pendant près de quatre siècles, malgré les divers conquérants qui traversent son histoire.
Selon Pline l'Ancien, à l’époque romaine, les habitants sont des Arabes et leurs souverains auraient porté le titre de phylarque (chef d’une phylé) ou toparque (magistrat). Le royaume s'étend au nord jusqu'aux Monts Taurus, à l'ouest jusqu'à l'Euphrate, qui le sépare de la Commagène, et à l'est jusqu'au Tigre. Il comprend, à part Édesse, des villes importantes comme Carrhes (Harran), Nisibe (en Mésopotamie), Rhesaena, Saroug, Singara (Sinjar, Irak), Zeugma sur l'Euphrate, qui est la réunion des villes d'Apamée (rive gauche) et de Séleucie de l'Euphrate (rive droite) et un passage obligé pour les caravanes.
À l'époque du premier triumvirat, Édesse est l'alliée des Romains. Le proconsul Crassus, à la tête d'une armée de 42 000 hommes, franchit l'Euphrate sur les conseils d'Abgar II Bar Abgar et attaque la Mésopotamie dans le but de prendre Séleucie du Tigre. Mais il est trahi par Abgar II qui se range du côté des Parthes. Crassus est battu à la bataille de Carrhes et doit fuir en Arménie (selon Plutarque, v.48-125). Ce serait sous Abgar V Ukomo ou Ukkama Bar Ma'Nu, que le christianisme aurait été prêché pour la première fois à Édesse par Thaddée d'Édesse (ou Jude, cousin de Jésus-Christ). Dans la réalité, le règne d'Abgar IX paraît plus probable. Quoi qu'il en soit, Abgar V contribue beaucoup à la propagation du christianisme parmi ses sujets. Mais un de ses successeurs, son arrière-petit-fils, revient au paganisme.
Plus tard, Abgar VII Bar Ezad est détrôné par l'empereur romain Trajan, qui garde la ville sous sa tutelle deux ans, avec de nombreuses destructions (guerre de Kitos), avant de la laisser à deux princes étrangers, Yalur et Parthamaspatès. En 123, Ma'Nu VII Bar Ezad, frère d'Abgar VII, réussit à reprendre le trône. À partir de cette époque, comme beaucoup de régions sous tutelle romaine, les monnaies sont frappées avec l'effigie du souverain régnant d'un côté et celle de l'empereur romain de son époque au dos. En 163, Wa'Il Bar Sahru prend les Parthes comme alliés dans sa lutte contre les Romains.

#### Christianisation
Vers 204, Abgar IX se convertit au christianisme. À la suite de cette conversion, le christianisme syriaque se développa autour d'Édesse et de nombreux monastères furent construits, en particulier celui de la colline, le Torâ-dOurhoï.

Bassin Ayn-i Züleyha

En 216, sous le règne d'Abgar X Severus Bar Abgar (IX), l'empereur Romain Caracalla s'empara définitivement du petit royaume, qui devint une province romaine. Cependant on a trouvé des monnaies au nom d'un Ma'Nu IX Bar Abgar(X) Severus et d'un Abgar XI Farhat Bar Ma'Nu avec sur l'autre face la tête de l'empereur romain Gordien III le Pieux, ce qui laisse supposer aux spécialistes que les Romains laissèrent encore quelque temps des souverains en place.
En 262, le roi des Perses sassanides Chahpuhr Ier occupa brièvement Édesse puis l'abandonna du fait de l'arrivée du roi de Palmyre Odenath II venu défendre la ville. Celui-ci, allié de l'empereur romain Gallien, était chargé de la défense de ses territoires en Orient.
À partir de 250, Édesse, où le christianisme avait bien progressé, accueillit les chrétiens chaldéens, chassés de Perse par les Sassanides. Dans la ville même existaient des sources (auxquelles les Grecs donnèrent le nom de kallirroé) qui sont encore connues aujourd'hui. Les carpes sacrées toujours élevées dans le bassin (Ayn-i Züleyha), sont la manifestation de la légende du miracle d'Abraham. Selon celle-ci, ce serait à cet emplacement que le roi d'Assyrie Nimrod aurait jeté Abraham dans une fournaise qui se changea aussitôt en eau poissonneuse.
C'est à Édesse qu'est faite au vie siècle la première mention de l’existence d’une image physique du Christ, le Mandylion.
En 605, Édesse devint à nouveau perse puis fut reprise par l'empereur byzantin Héraclius. Le syriaque édessénien resta la langue pour la littérature et l'Église, ainsi que celle des grands écrivains comme Jacques de Nisibe, Éphrem le Syrien et plus tard Jacques d'Édesse.
Voir aussi: Théodore Abu Qurrah évêque d'Edesse.

### Moyen Âge

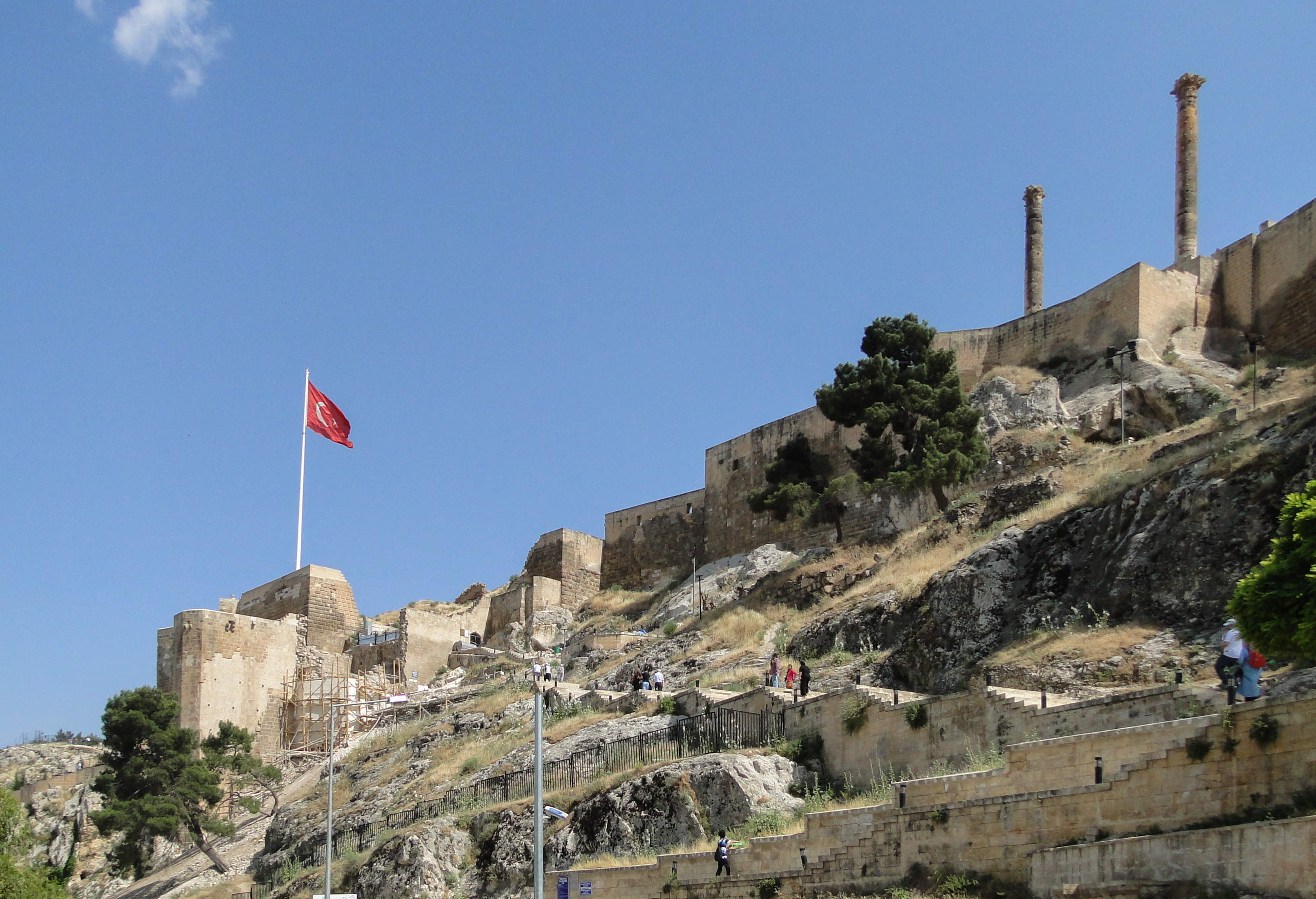
Citadelle d'Édesse

#### Les périodes des États croisés, des Ayyoubides et des Mamelouks
- À l’invitation de Thoros, seigneur arménien d’Urfa, qui souhaitait s’allier avec les croisés contre ses ennemis, Baudouin de Boulogne, l’un des comtes croisés, arriva dans la ville. Peu après son arrivée, Toros fut assassiné, et le 10 mars 1098, Baudouin prit le contrôle de la ville et y fonda le Comté croisé d’Édesse (Urfa). Il imposa le catholicisme à la majorité syriaque et arménienne.  En 1106, le sultan seldjoukide d’Anatolie, Kılıç Arslan Ier, marcha sur le Comté d’Urfa et assiégea la ville, mais ne parvint pas à franchir ses solides murailles.  Après environ cinquante ans de domination franque, les tensions entre les Francs et les Byzantins, ainsi que la haine mutuelle entre les seigneurs croisés d’Urfa et d’Antioche, créèrent un contexte favorable à une attaque. Imadeddin Zengi, gouverneur de Mossoul et d’Alep, profita de l’absence du comte croisé Joscelin II pour se diriger vers Urfa.  Il proposa aux habitants de se rendre, mais les chefs religieux syriaques et arméniens refusèrent. Les murailles furent alors attaquées par des catapultes, et après un siège d’environ quatre semaines, les Turcs prirent la ville le 24 décembre 1144.  Ali Küçük fut nommé gouverneur d’Urfa, avec à ses ordres une garnison et sept commandants. Cette victoire est considérée comme le premier grand succès des musulmans contre les croisés, mais elle devint aussi l’une des principales causes de la deuxième croisade.  Après la reconquête d’Urfa, Imadeddin Zengi expulsa une partie des Arméniens, accorda des droits aux Syriaques et fit venir 300 familles juives, connues pour leur proximité avec les musulmans, pour s’installer à Urfa. Il est rapporté qu’une synagogue se trouvait à l’emplacement de l’actuelle mosquée Hasan Padişah dans le centre d’Urfa.  En 1182, la ville passa sous le contrôle de Saladin et resta longtemps sous la domination des Ayyoubides. En 1251, elle fut pillée par les Mongols, puis remise à Hulagu Khan. Après la défaite mongole face aux Mamelouks lors de la bataille d’Aïn Jalout en 1260, Urfa passa sous domination mamelouke.

### Période moderne ottomane
Edesse, disputée pendant les guerres ottomano-persanes, est reprise de manière définitive par les Ottomans en 1637. Elle prend alors le nom d'Urfa et devient la capitale d'une province appelée eyalet de Raqqa ou pachalik d'Urfa. C'est un point de passage des caravanes de la route de la soie.

### Époque contemporaine
En l'année 1895, les Arméniens d'Urfa, qui constituaient alors le tiers de la population totale de la ville, furent la cible des troupes auxiliaires kurdes, de la police locale turque ainsi que d'habitants turcs venus prêter assistance. Selon Lord Kinross, la communauté arménienne déplore la perte de huit mille victimes au cours de ces tueries de masse. C'est dans ce contexte que trois mille réfugiés chrétiens s'entassèrent dans la cathédrale pour fuir les exactions. Parmi eux deux mille cinq cent périrent dans des circonstances effroyables puisqu'ils furent brûlés vifs, après que l'édifice ait été incendié. Ces évènements qualifiables de proto-génocidaires sont un prélude à la vaste campagne d'extermination des Arméniens en 1915 sur l'ensemble du plateau anatolien.
Durant la Première Guerre mondiale et dans le cadre du génocide arménien, la ville reçoit à l'été 1915 les premiers rescapés venant du nord. Après le massacre par les gendarmes turcs de centaines d'Arméniens et l'arrestation de l'élite arménienne de la ville, devenue entre mai et octobre 1915 un centre de transit des déportés, une centaine d'hommes et de femmes rescapés et réorganisés décident à partir du 29 septembre de résister dans les quartiers arméniens. L'insurrection dure vingt-cinq jours durant lesquels l'armée ottomane tente vainement à plusieurs reprises de prendre le contrôle des quartiers arméniens. Après deux assauts les 13 et 19 octobre, l'armée prend le contrôle le 23 octobre de toute la ville et assassine les rares rescapés, viole les femmes et enlève des jeunes filles « comme dans un marché aux esclaves ».
Les 20 et 28 octobre, Şanlıurfa voit transiter un premier convoi de deux mille femmes et enfants et un deuxième de trois mille cinq cents vers le désert syrien. La ville continue de servir de centre de transit pour plusieurs dizaines de milliers d'Arméniens jusqu'en juillet 1916.
L'Empire ottoman était engagé avec les empires allemand et austro-hongrois dans une bataille contre les Britanniques et les Russes tsaristes. À la fin de la Première Guerre mondiale, l'Empire ottoman vaincu, les armées européennes ont tenté de prendre en charge les différentes parties de l'Anatolie, d'abord les Britanniques, puis les Français occupèrent Urfa pour l'incorporation dans le mandat français sur la Syrie et le Liban. L'occupation britannique de la ville dure du 7 mars 1919 au 30 octobre 1919.
Les forces françaises prennent le relais avec une présence fortement contestée, notamment avec la résistance des troupes turques. Les troupes françaises sont attaquées à Marache et ailleurs à partir de 1920, le poste français à Urfa est isolé et assiégé pendant deux mois avant que les troupes ne quittent la ville.
La retraite française de la ville est menée en vertu d'un accord avec le gouvernement turc, commandés par le capitaine Ali Bey Saip affecté d'Ankara. Le retrait devait avoir lieu pacifiquement mais les unités françaises tombent dans une embuscade des forces turques au col de Şebeke sur le chemin de la Syrie, faisant 296 victimes parmi les Français. Les têtes des officiers Français sont portées en triomphe dans les rues.
Incitée par l’honneur fait à Antep, devenue Gaziantep (« Antep la victorieuse ») et à Maraş, devenue Kahramanmaraş (« Maraş l'héroïque »), elle obtient d'être débaptisée à son tour pour célébrer sa libération de l'occupation française. L’adjectif Şanlı (« glorieux ») est accolé à son nom en 1984.
La ville est une mosaïque peuplée par des Turcs, Arabes et Kurdes qui l'appellent Riha.
La ville, conjointement avec celle d'Harran, a été proposée en 2000 pour une inscription au patrimoine mondial et figure sur la « liste indicative » de l’UNESCO dans la catégorie patrimoine culturel.

## Géographie

### Localisation
La ville est bâtie dans la grande plaine du Daïsan, affluent de l'Euphrate, au sud-est de l'Anatolie et au nord-ouest de la Mésopotamie. Elle a longtemps été une importante étape sur la route reliant la Mésopotamie à la Méditerranée.
La frontière actuelle avec la Syrie n'est qu'à quelques kilomètres au sud de la ville.
Elle est la préfecture de la province du même nom.

### Climat
La ville bénéficie d’un climat tempéré chaud, avec une température annuelle moyenne de 17,7°C. Les précipitations sont faibles (aux alentours de 500 mm par an, pluie très rare de mai à octobre), et la zone est semi désertique.

## Culture
- L'Urfa kebab, type de kebab, est originaire de cette ville.

### Personnalités liées à la ville
- Fuat Necati Öncel (1940-), homme politique turc, y est né.